# Écologie politique
Pour un article plus général, voir Écologisme.
 (avril 2023).
 (octobre 2023).
Les informations dans cet article sont mal organisées, redondantes, ou il existe des sections bien trop longues. Structurez-le ou soumettez des propositions en page de discussion.
Avec le temps, il arrive que le contenu présent dans un article devienne désordonné. Il est souvent nécessaire de réorganiser l'article de fond en comble.
- Il faut tout d’abord répartir le contenu de l'article en plusieurs sections. Les informations doivent ensuite être exposées clairement et le plus synthétiquement possible, regroupées par sujet afin d'éviter les doublons. Quelqu'un cherchant une information précise doit pouvoir la trouver rapidement en lisant la section appropriée.
- À l'intérieur de chaque section, le texte, souvent initialement sous la forme de phrases éparses, doit être regroupé dans des paragraphes de quelques lignes, en assurant un enchaînement logique et une cohérence entre les phrases.
- Lorsque l'article ou l'une de ses sections développe trop longuement un point qui n'est pas dans le cœur du sujet traité, il convient de faire une synthèse et de transférer l'ancien contenu dans des articles plus appropriés (en cas de transfert, il faut impérativement respecter la procédure Aide:Scission).

Si vous pensez que ces points ont été résolus, vous pouvez retirer ce bandeau et améliorer le plan d'un autre article.

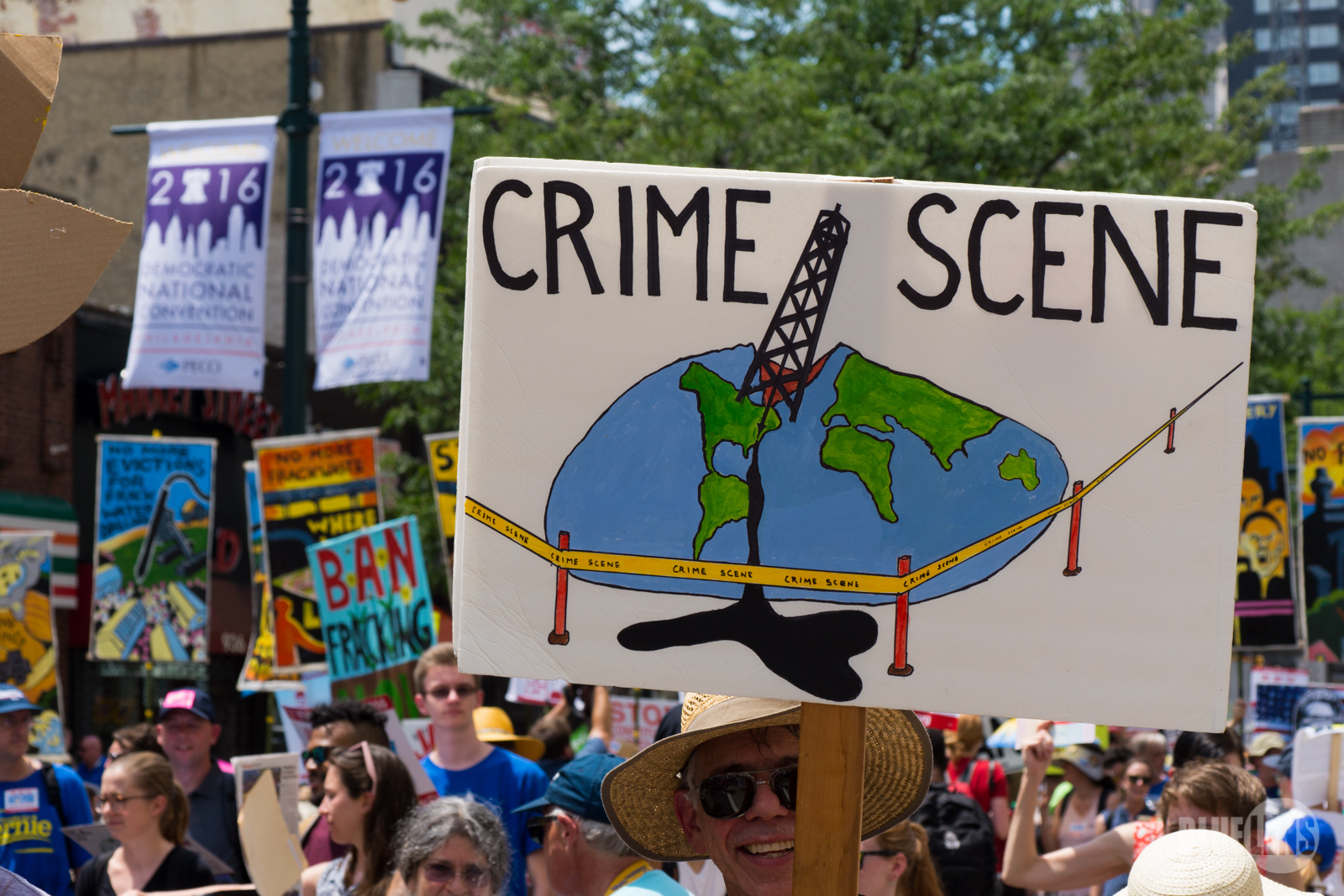
Manifestation pour la protection de l'environnement à Philadelphie, en 2016.

L’écologie, ou préférablement l’écologie politique pour ne pas prêter à confusion avec la discipline scientifique, est un ensemble de courants, largement diffusé depuis les années 1970, qui insiste sur la prise en compte des enjeux écologiques dans l'action politique et dans l'organisation sociale. Mouvement culturel nourri d'influences de divers mouvements (tels que le féminisme, le tiers-mondisme, le pacifisme, la non-violence, l'anarchisme, l'autogestion, etc.), l'écologie devient politique lorsqu'elle appelle à une profonde transformation du modèle économique et social actuel ainsi qu'à une remise à plat des relations entre l'être humain et son environnement.
Aux États-Unis, les figures tutélaires du courant écologiste sont Henry David Thoreau, Aldo Leopold et Rachel Carson. En Europe, le premier à articuler combat pour la nature et combat politique fut un militant anarchiste, le géographe Élisée Reclus.

## Origine
Historiquement et culturellement, il allait de soi — en tout cas dans l'Occident chrétien — que l'homme était au centre de l'« Univers » et il était « normal » de penser, d'enseigner et de croire que les humains pouvaient transformer le milieu sans toujours penser qu'ils n'en étaient pas les créateurs mais une de ses espèces. La norme était de croire en la possibilité d'une maîtrise totale sur toutes les formes de vie via la domination des forces de la nature, ces dernières étant censées se plier à chacun des désirs des sociétés humaines par le fruit d'actions concertées. Une position qui dérive notamment d'une lecture déséquilibrée du livre de la Genèse judéo-chrétienne (Dieu donne explicitement la terre aux hommes comme un outil qu'ils doivent dominer). Cependant le langage sacerdotal des verbes 'cultiver' et 'garder' dans Genèse 2:15 interdit une lecture utilitaire dominante du chapitre 1, et suggère plutôt l’intendance que toute vie pourrait s’épanouir. C'est plutôt de l'humanisme de la Renaissance (l'homme mis au centre du monde) et à ses prolongements à travers Descartes puis le mouvement des Lumières dont le programme consiste à la connaissance puis la transformation mécanique du monde par l'être humain.

La naissance de la prise de conscience politique de l'écologie peut probablement être retracée au sein de divers courants de pensée de simplicité volontaire, perceptibles au sein de courants chrétiens dissidents ou non (les Franciscains). C'est cependant avec la révolution industrielle occidentale, provoquant l'accélération de la transformation du monde, l'urbanisation, la dégradation (d'abord ponctuelle) de l'environnement et la conception d'un « environnement humain » que les idées de l'écologie politique ont émergé dans la seconde moitié du XIXe siècle. Ses premières manifestations se retrouvent, non sans ambiguïté, dans des mouvements chrétiens antimodernistes (inspirés du romantisme ou parfois de la contre-révolution) qui apportent leur limitation à la proposition de la Genèse : voyant dans la nature l'œuvre de Dieu, ils dénoncent la course capitaliste à l'enrichissement matérialiste qui détruit cette œuvre (voir par exemple le poète britannique John Ruskin (1819-1900), précurseur du socialisme en Grande-Bretagne et l'écrivain britannique Thomas Carlyle (1795-1881), partisan d'un anticapitalisme autoritaire).
L'expression principale d'un mouvement écologique fondée sur une vision politique et économique sera cependant celle d'une partie du mouvement anarchiste de la fin du XIXe siècle, qui mêle retour à la nature, naturisme, végétarisme, non-violence, sous l'influence de Léon Tolstoï (1828-1910) en Europe et de Henry David Thoreau (1817-1862) aux États-Unis. Le géographe Élisée Reclus (1830-1905) incarne bien cette mouvance anarchiste exprimant des conceptions écologiques. Toutefois il ne faut pas oublier Jacquinot de Pampelune sous la Restauration dont le rapport (publié chez Hacquart) a permis la loi du 30 juin 1824 portant sur le développement arboré esthétique et utilitaire des routes qui avait été négligé sous la république puis par l'empire napoléonien.[pas clair]
Le politiste Patrick Chastenet a également mis en évidence ce qu'il identifie comme les "racines libertaires de l'écologie politique", en présentant notamment les contributions d'Ivan Illich, Bernard Charbonneau, Murray Bookchin et Jacques Ellul, en plus d'Élisée Reclus, déjà cité.
L'écologie politique s'affirmera, après les deux grandes guerres, sur la scène politique à la fin des années 1960 — début des années 1970, avec la remise en cause de la société de consommation, dans le sillage de la sensibilisation à l'environnement et la prise de conscience écologique émergente. L'écologie politique peut s'appuyer sur les analyses philosophiques de l'émergence de la société de consommation proposées par Günther Anders (L'Obsolescence de l'homme, 1956) et Hannah Arendt (Condition de l'homme moderne, 1958).

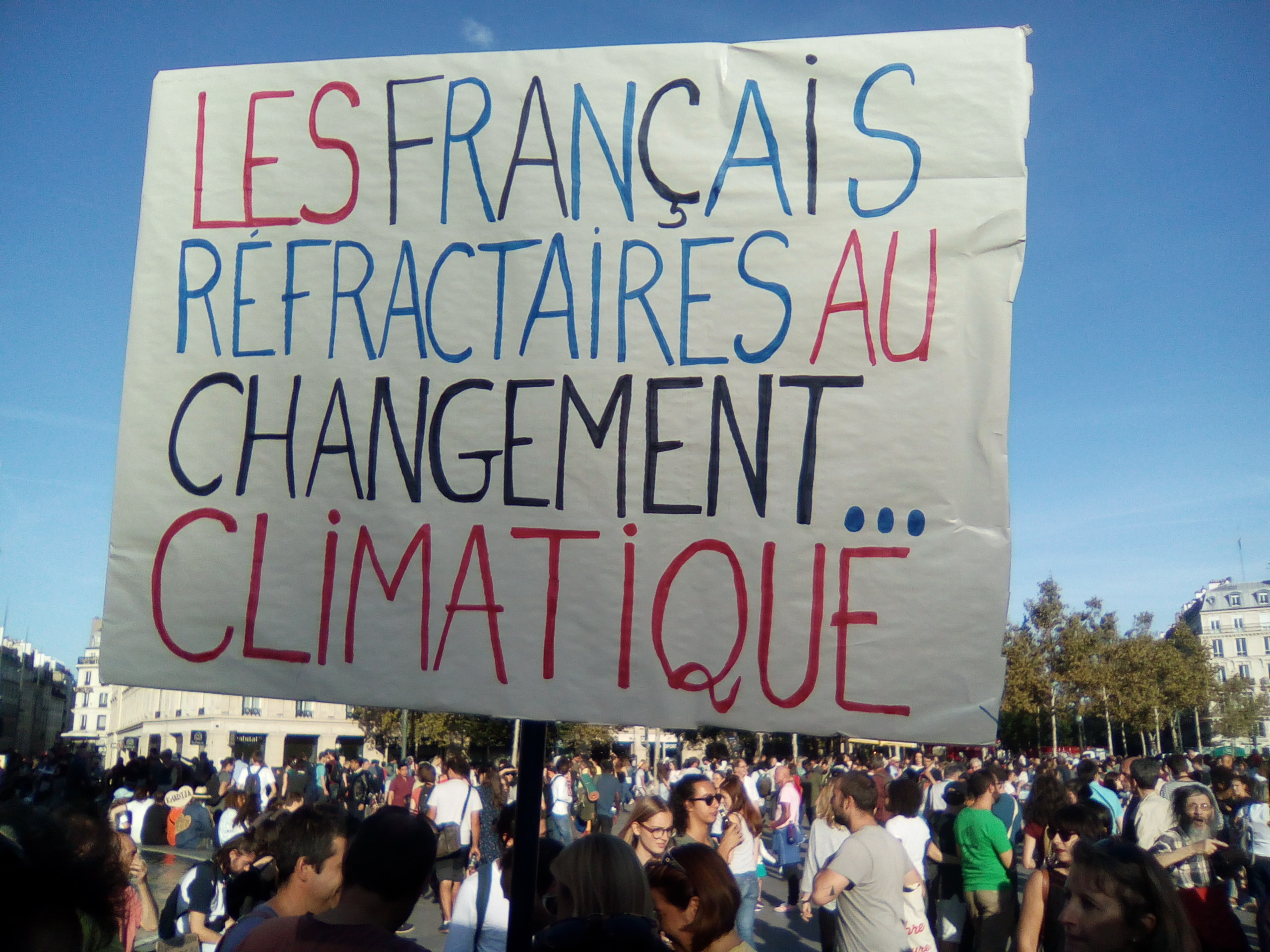
Manifestation pour le climat à Paris, en septembre 2018.

Alors que l'écologie a pour objectif d'étudier les rapports entre un organisme et le milieu naturel, l'écologie politique fait en quelque sorte à la suite d'une prise de conscience des limites de l'anthropocentrisme humain. Elle pose aussi des questions essentielles à l'anthropologie pour le rôle écologique de l'espèce.
L'écologie politique cherche à développer l'état de conscience de l'empreinte polluante de l'être humain sur le milieu, y compris dans ses aspects culturels, structurels, politiques, sociaux, et sociétaux : le terme est apparu dans les années 1970, par opposition à certains mouvements « écologistes » qui avaient tendance à ne pas inclure ces aspects dans leur réflexion. Il s'agissait de remettre en question l'interaction entre l'être humain et son environnement, y compris dans les programmes politiques. Une première étude du Club de Rome avait été publiée au début des années 1970, mais son impact avait concerné des individus plus que des mouvements politiques en tant que tels.
En Europe, c'est dans les années 1970 que naît l'écologie politique. La Conférence des Nations unies sur l'environnement de Stockholm est organisée en 1972. La même année est créé le parti britannique PEOPLE, considéré comme le premier parti écologiste, qui deviendra ultérieurement le Parti vert.
Le premier parti écologique à être pérenne et obtenir des résultats significatifs est Grünen, qui entre au Bundestag en 1983.
Aux Pays-Bas ou au Danemark, l'écologie politique est portée par des partis de la gauche existant déjà, sans voir l'émergence de nouveaux partis centrés essentiellement sur la question écologique.
Plusieurs mouvements, tels que l'ONG Les Amis de la Terre qui a participé à la fondation du mouvement écologiste en France, et quelques partis politiques sont apparus dans la foulée dans plusieurs pays développés.
On nomme écologie politique une approche culturelle appliquée de l'écologie pour l'espèce humaine — espèce qui a recours à la politique pour assurer son avenir et celui de sa descendance. Elle constitue également un mouvement social pour transformer la société, dans un sens plus adapté à une vision écologique (globale, intégrant les générations futures) du réel face aux réalités. Plus qu'une politique, on peut la considérer comme une éthique comportementale, aspirant à une plus grande harmonie, autonomie, solidarité et responsabilité.
En tant qu'élément déterminant de la politique sociale, l'écologie politique prend en compte les conséquences des actions humaines dans l'habitat et de nos actes sur notre milieu, non seulement écologique, mais aussi humain, social et sociétal. Avec en particulier l'impact négatif sur la santé physique et mentale, celle des autres, et sur celles des générations futures.

## Philosophie
Les analyses qui ont amené à l'écologie politique viennent de ce que, peu à peu, les êtres humains prennent du recul sur leurs constructions collectives, même si penser que l'humanité en est capable peut sembler optimiste. Certains espèrent l'avènement d'une nouvelle révolution copernicienne, qui permettra de mieux prendre en compte les effets sur le vivant, sur les cycles et les ressources naturelles, de nos modes de vie, de consommation et de production, de nos activités de recherche et de nos technologies, y compris pour les générations futures.

## Enseignements historiques
D'après Jared Diamond (dans Effondrement), le déclin de certaines civilisations semble lié à la méconnaissance des enjeux écologiques et de la nécessité de respecter des équilibres fondamentaux. C'est le cas des Mayas. Ceux-ci dataient tous leurs bâtiments avec une précision extrême. Or, on s'aperçoit que dans un laps de temps très bref, ils ont abandonné leur capitale et commencé à en construire une autre 400 kilomètres plus loin. Des éléments historiques incitent à penser que cet abandon subit était lié aux difficultés d'approvisionnement de l'ancienne capitale dues à l'épuisement progressif des terres, et aux guerres intestines qui suivirent les famines correspondantes. Ce qui est arrivé hier à la civilisation maya pourrait se produire demain pour la planète Terre.

## Écologie politique et courants de pensée
L'écologie politique s'inscrit dans la lignée de théories et de mouvements politiques, tels que le mouvement ouvrier, la démocratie républicaine, le socialisme, le féminisme, le régionalisme, etc. Elle est née dans les années 1970, à la suite des événements de mai 68 et des chocs pétroliers, et aussi en réaction croissante de certains êtres humains (organismes) face à la destruction de l'écosystème (leur milieu). L'écologie politique lutte contre l'uniformisation de la culture et des productions. Elle se bat pour la reconnaissance des minorités et l'égalité de leurs droits. Une de ses originalités réside dans la mise en place de priorités différentes, dans une volonté de remettre le citoyen au centre du débat politique.
L'écologie politique, telle que vue par des chercheurs comme Serge Moscovici, Alain Lipietz, André Gorz ou Murray Bookchin, présente des similitudes avec le marxisme, car elle s'appuie sur une critique et une connaissance théorique de « l'ordre des choses existant ». Elle intègre le rapport humanité/nature et le rapport des humains entre eux dans la nature. Cependant elle ne se borne pas à voir dans l'histoire un rapport de force entre détenteurs du capital et travailleurs, elle cherche à transcender cette dichotomie. Elle est avant tout matérialiste et progressiste.
Dans le prolongement du féminisme, Françoise d'Eaubonne inaugure l'écoféminisme à partir de la pensée de Serge Moscovici, un courant de pensée qui se développera dans le monde entier et notamment aux États-Unis avec Carolyn Merchant et jusqu'à Donna Haraway. Un courant, avec le sociologue Murray Bookchin, propose une approche de l'écologie sociale à partir des théories de l'éthique de la sollicitude et de la critique de l'État-Providence.
Certains courants sont moins matérialistes, plus tournés vers l'écologie profonde, la spiritualité. D'autres vers les écovillages, la décroissance ou les économies d'énergie. Il est fréquent que les Verts se voient reprocher leur fondamentalisme, leur réalisme ou au contraire leur « gauchisme » (à la suite de l'adhésion de militants venus de l'extrême gauche ou du PSU, aux alentours de 1992).
Certains courants s'affirment au contraire pour le libéralisme économique. De nombreux sites en Russie ou dans l'ancien bloc de l'Est font d'ailleurs peser des menaces sur la planète : sous-marins nucléaires avec leurs matières fissiles — voire leurs ogives —, déchets nucléaires ou produits chimiques toxiques relâchés en pleine mer et dans des récipients peu étanches. Plusieurs centrales nucléaires (du type de Tchernobyl) continuent de fonctionner dans les pays ayant été républiques socialistes, alors qu'elles représentent des risques importants pour leur environnement immédiat.
Une approche républicaine de l'écologie est proposée par le chercheur indépendant Jean-Christophe Mathias, qui oppose un « principe républicain de responsabilité » envers la nature, fondé sur « une loi générale contraignante en matière de protection du patrimoine naturel et paysager », à un « droit libéral de l'environnement » fondé sur « la casuistique et la proportionnalité entre mesures de protection et coûts économiques ».
Enfin, le courant écosocialiste naît dans les années 1990, sur la base d'une fusion entre le socialisme et l'écologie politique. Ce courant marxiste considère que le capitalisme est intrinsèquement incompatible avec l'écologie, et que le combat écologique et pour le renversement du capitalisme sont donc liés.
En fondant en 2010 le réseau international au Brésil et au Canada SEE (Socio Ecolo Evolutionists), ses protagonistes se sont référés aux théories du penseur français Laurent Gervereau : Pour une philosophie de la relativité, Trois essais d'écologie culturelle. Inspiré des libertaires et des environnementalistes, de Thoreau ou Gandhi, il refuse l'uniformisation de la planète par un système qui ne satisfait même pas ses protagonistes et met en péril la survie commune, en défendant la diversité de modes de vie et la nécessité d'évolution perpétuelle dans un dialogue local-global pour le respect mutuel d'individus aux identités imbriquées et aux histoires stratifiées (Le Local-global. Changer soi pour changer la planète).

Pour résumer, Patrick Troude-Chastenet donne une liste des principaux thèmes développés au sein de la nébuleuse écologiste : 

« la critique de l’État et de la bureaucratie technicienne ; une préférence pour la démocratie directe ou du moins pour la démocratie participative allant de pair avec la défense de l’échelon local ou régional face au centralisme jacobin ; la volonté de substituer à l’État-Nation un cadre fédéral, l’internationalisme, la défense des concepts d’autogestion et d’autonomie sur le plan économique et politique ; une critique des partis traditionnels allant jusqu’au refus du clivage central (le “ni droite ni gauche” d’Antoine Waechter) ; une critique du productivisme, de la société industrielle, de l’organisation capitaliste du travail et plus généralement une critique de la primauté de la logique économique dans les sociétés modernes ; une critique du « progrès » à partir de l’idée selon laquelle l’expansion de la science et de la technique ne signifie pas automatiquement progrès de la Raison et progrès de l’homme ; une critique de la consommation pouvant aller jusqu'à l’éloge de la frugalité et d’un certain ascétisme, et enfin, bien sûr, une défense de l’environnement passant par un souci de protection/conservation de la Nature… »

## Écologie politique et approche systémique
Dans tous les cas, le caractère politique de ces courants invite à des actions systémiques sur le monde : la plupart des interactions d'un individu avec son milieu dépend non de ses seules propres actions, mais des actions de ses voisins ou autres citoyens de la planète. Il faut alors agir sur les systèmes qui nous englobent, et ce qui diffère entre les courants d'écologie politique, c'est la façon proposée pour faire évoluer ces systèmes.
Le protocole de Kyōto, avec son option prévoyant la revente de « droits d’émission » de gaz à effet de serre, est un exemple d'aboutissement (encore partiel, même s'il a nécessité de nombreuses années, avant et après le Deuxième Sommet de la Terre à Rio en 1992) de l'écologie politique, dans ses différentes composantes : 
- il est clairement systémique : planétaire, il vise à limiter l'ampleur des catastrophes futures, liées au réchauffement climatique, au-delà des phénomènes déjà constatés[21], avec des conséquences importantes sur la santé ;
- il intègre un mécanisme « libéral » pour accélérer les actions visant à diminuer les émissions de gaz à effet de serre.

On peut aussi interpréter le protocole de Kyōto comme l'intégration de l'écologie dans le capitalisme telle que l'imaginait André Gorz dans le magazine Le Sauvage, en avril 1974. Selon lui, dans ce cas là « fondamentalement, rien ne change ».

« L'écologie sans la lutte des classes, c'est du jardinage. »

— Chico Mendes (1944-1988)

## Écologie politique scientifique
Dans la littérature scientifique de langue anglaise, on distingue explicitement deux courants de l'écologie politique : un courant politique (celui auquel fait référence cet article), relativement peu connu et identifié en France, et un courant scientifique, la political ecology. Tirant son origine à la fois de l'écologie culturelle et de l'économie politique critique, l'écologie politique scientifique s'intéresse aux déterminants sociaux des liens entre humain et nature. Elle est interdisciplinaire, bien qu'une partie importante des travaux et des débats se produise dans les revues de géographie humaine (Progress in Human Geography ; Annals of the Association of American Geographers ; The Geographical Journal, Geoforum , etc.). Elle se construit en opposition à une écologie a-politique, dans laquelle les problèmes de dégradation seraient purement bio-physique ou encore techniques. Elle s'oppose aussi aux visions néo-malthusiennes dans lesquelles la surpopulation est la cause principale de la dégradation environnementale.
L'origine de l'expression political ecology est souvent attribuée à un article de Wolf datant de 1972, bien que l'on trouve des références antérieures.
Un des ouvrages majeurs qui ont lancé l'écologie politique est celui de Blaikie et Brookfield en 1987. Ils la définissent comme combinant les préoccupations de l'écologie et d'une économie politique définie largement. Le concept central qu'ils introduisent est celui des chaînes explicatives. Leur idée est qu'une partie importante des problèmes environnementaux contemporains tels que la régression et dégradation des sols ou la perte de biodiversité n'est explicable qu'en tenant compte de facteurs issus de différents niveaux d'analyse : locaux, régionaux, nationaux et internationaux. Une explication locale ou géophysique est insuffisante. Les problèmes de dégradation ne peuvent être résolus par les seules interventions techniques : ils sont sociaux et politiques. Il existe des perceptions différentes de la dégradation ; ce qui est dégradation pour une catégorie d'acteurs peut être une occasion de profits pour d'autres. Le problème lui-même est donc une construction sociale : au-delà d'observables géophysiques indiscutables (pluviométrie, érosion, déminéralisation, etc.), la question a fait l'objet d'un processus de construction, de diffusion au sein des agences onusiennes et de mise en place d'un système d'intervention (La Convention des Nations unies sur la lutte contre la désertification). Par ailleurs, c'est parfois une densité de population insuffisante qui est cause de dégradation.
L'écologie politique scientifique est un champ de connaissance en pleine effervescence. Il n'existe pas encore d'appareil théorique bien délimité, mais on peut regrouper un certain nombre de caractéristiques de la littérature. La plupart des travaux concernent des situations liées aux pays du Sud, malgré le développement récent de recherches sur les pays industrialisés. La plupart des travaux sont « critiques » au sens qu'ils remettent en question ce qui est couramment accepté comme explications des phénomènes de dégradation environnementale (pollution, déforestation, désertification, baisse de la diversité biologique, etc.). Les explications intègrent presque toujours plusieurs niveaux et l'idée d'échelles (des flux économiques et politiques entre les niveaux et de leur reproduction d'un niveau à l'autre) est centrale. La marginalisation économique, politique et écologique de certains groupes sociaux, sous l'effet des rapports de pouvoir, est un des principaux facteurs de dégradation. Après une phase qualifiée de « structuraliste », l'écologie politique, dans les publications récentes, est influencée par les courants constructivistes et post-structuralistes.
Un bon texte d'introduction est celui de Paul Robbins (2005), Political Ecology (Londres, Blackwell).

## Revues
- Reporterre
- Cosmopolitiques
- La Décroissance
- Écologie & Politique
- The Ecologist et L'Écologiste
- EcoRev'
- État de la planète
- La Revue durable
- S!lence
- Terra Eco
- Moins ! (journal romand d'écologie politique)[26]
- Le Sauvage
- La Gueule ouverte
- Limite
- Yggdrasil

## Concepts et outils débattus par l'écologie politique
- Agriculture biologique et permaculture
- Anthropocène
- Anticapitalisme
- Après-développement
- Autogestion
- Biorégion et biorégionalisme
- Catastrophe environnementale
- Changement climatique et réchauffement climatique
- Collapsologie
- Commerce équitable
- Communs, biens communs et mouvement des biens communs
- Crise écologique
- Critique du développement
- Débat sur l'énergie nucléaire et mouvement antinucléaire
- Décroissance et critique du développement durable ou de la « croissance verte »
- Démocratie participative et démocratie directe
- Dette écologique
- Droit de l'environnement
- Écocide
- Écoféminisme
- Écologie du travail
- Économie de l'environnement
- Économie écologique
- Économie post-industrielle
- Économie verte
- Écovillage et cohabitat
- Effondrement écologique
- Empreinte écologique
- Éthique de l'environnement
- Éthique de la sollicitude
- Fiscalité écologique
- Génie écologique
- Gestion des risques
- Haute qualité environnementale et qualité environnementale
- Limites planétaires
- Low-tech
- Partage du temps de travail (réduction du temps de travail en France)
- Pollution
- Principe de précaution
- Production décentralisée (énergie)
- Redistribution des richesses
- Relocalisation économique
- Revenu de base (ou allocation universelle)
- Risques d'effondrements environnementaux et sociétaux
- Simplicité volontaire et sobriété économique
- Société post-industrielle
- Système d'échange local (SEL)
- Taxe carbone
- Technocritique
- Ville durable
- Ville en transition
- Zone à défendre

## Penseurs de l'écologie politique
- Günther Anders
- Paul Ariès
- Ulrich Beck
- Murray Bookchin[27]
- Rachel Carson
- Bernard Charbonneau
- Yves Cochet
- Jean-Paul Deléage
- René Dumont
- Jacques Ellul
- Françoise d'Eaubonne
- Pierre Fournier
- Nicholas Georgescu-Roegen
- Edward Goldsmith
- André Gorz
- Alain Gras
- Alexandre Grothendieck
- Félix Guattari
- Ivan Illich
- Tim Jackson
- Hans Jonas
- Bertrand de Jouvenel
- Catherine Larrère
- Serge Latouche
- Alain Lipietz
- Wangari Muta Maathai
- Carolyn Merchant
- Serge Moscovici
- William G. Moseley
- Arne Næss
- Élisée Reclus
- Kirkpatrick Sale
- François Terrasson
- Philippe Van Parijs
- Jean Zin

### Filmographie
- Philippe Borrel, Les Insurgés de la Terre, Arte France, 2010, 54 minutes